# 20 avril
Pour les articles homonymes, voir Vingt-Avril.
20 mars 20 mai
Chronologies thématiques
- Croisades
- Ferroviaires
- Sports
- Disney
- Anarchisme
- Catholicisme

Abréviations / Voir aussi
- (° 1852) = né en 1852
- († 1885) = mort en 1885
- a.s. = calendrier julien
- n.s. = calendrier grégorien
- Calendrier
- Calendrier perpétuel
- Liste de calendriers
- Naissances du jour

Le 20 avril est le 110e jour, moins souvent le 111e, de l'année du calendrier grégorien ; il en reste ensuite 255.
Son équivalent était généralement le premier jour du mois de floréal dans le calendrier républicain ou révolutionnaire français, officiellement dénommé jour de la rose (la fleur).

## Événements

### XIesiècle
- 1099 : mort un mercredi dans un " brasier de Dieu" (bûcher) du croisé fanatique Pierre Barthélemy ci-après en chemin vers la "terre sainte".

### XIIesiècle
- 1105 : bataille d'Artah qui oppose les Francs de Tancrède de Hauteville (régent d'Antioche) aux Turcs du malik d'Alep Ridwân lors d'une des premières des huit Croisades au Levant.

### XIVesiècle
- 1303 : fondation de l'une des premières universités, l'université de Rome « La Sapienza ».

### XVesiècle
- 1496 : Christophe Colomb prend le chemin du retour vers l'Espagne, où il arrivera le 11 juin 1496. Il était parti pour ce deuxième voyage transatlantique le 25 septembre 1493.
- 1499 : bataille de Frastanz.

### XVIesiècle

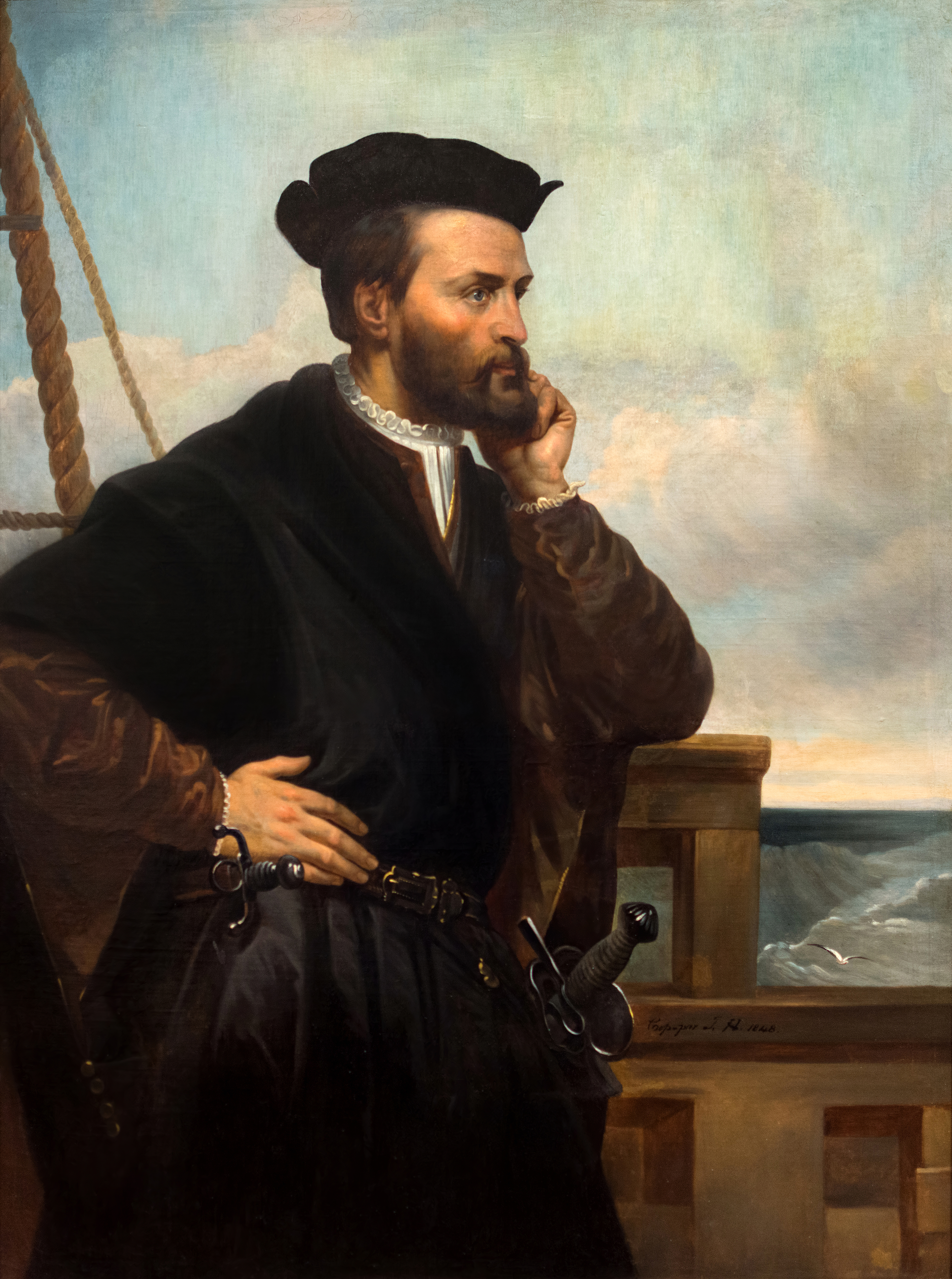
Le Malouin du Nouveau monde Jacques Cartier.

- 1534 : Jacques Cartier, souhaitant trouver la route du Nord pour atteindre les Indes sans passer par la longue et périlleuse route du Sud, part de Saint-Malo à la recherche du passage avec deux petits bâtiments ; il bénéficie du soutien du roi de France François Ier. À défaut, il découvrira le Canada et le Labrador.

### XVIIesiècle
- 1653 : Oliver Cromwell dissout le Parlement croupion.

### XVIIIesiècle
- 1755 : Pascal Paoli est élu général en chef de la nation corse.
- 1770 :
  - le roi Héraclius II de Géorgie remporte une victoire considérable sur l'armée turque à la bataille d'Aspindza. Ce sera la dernière bataille remportée par la Géorgie jusqu'à nos jours.
  - James Cook prend possession de l'Australie.
- 1789 : élections des députés d'Artois aux États généraux à Arras, dont Maximilien Robespierre.
- 1792 :
  - lecture d'un rapport sur l’organisation générale de l’instruction publique présenté à l'Assemblée constituante par Condorcet.
  - Début des guerres de la Révolution française : la France déclare la guerre à l'Autriche et la Prusse à la France en vertu de l'accord austro-prussien du 16 février.

### XIXesiècle
- 1809 : bataille d'Abensberg.
- 1814 : adieux de Napoléon à la Garde impériale, dans la cour du cheval blanc du château de Fontainebleau, avant son départ en (premier) exil pour l’Île d'Elbe.
- 1815 : réorganisation des corps d'infanterie français.
- 1887 : un commissaire de police français est enlevé par des policiers allemands, ce qui mène les deux pays au bord de la guerre (affaire Schnæbelé).

### XXesiècle
- 1916 : arrivée à Marseille de la 1re brigade russe.
- 1918 : Manfred von Richthofen dit le Baron Rouge, devient l'un des as des as de l'aviation, après sa 80e victoire dans la Grande guerre.[réf. nécessaire]
- 1949 :
  - congrès mondial des partisans de la paix, à Paris et à Prague.
  - Début de l'« incident du Yang Tsé » : l'artillerie communiste chinoise attaque la frégate britannique Amethyst sur le Yang-Tsé-Kiang. Celle-ci ne réussira à s'échapper que le 31 juillet.
- 1962 : le général Raoul Salan, chef de l'Organisation armée secrète (O.A.S.), est arrêté à Alger.
- 1963 : exécution en Espagne du communiste Julián Grimau.
- 1978 : le vol 902 Korean Air est abattu par des intercepteurs soviétiques.
- 1980 : printemps berbère en Kabylie (Algérie).
- 1998 : auto-dissolution du groupe Fraction armée rouge.

### XXIesiècle
- 2005 : le Congrès national destitue le président de la République d'Équateur Lucio Gutiérrez.
- 2006 : Claude Larose quitte son poste de chef du parti politique municipal Renouveau municipal de Québec, à Québec.
- 2008 : massacre de la Mosquée Al-Hidaya, en Somalie.
- 2013 :
  - séisme au Sichuan ;
  - réélection de Giorgio Napolitano à la présidence de la République italienne.
- 2018 : au Bhoutan, des élections sénatoriales sont organisées.
- 2019 : en Égypte, début du référendum constitutionnel - qui se terminera le 22 avril 2019 -, pour se prononcer sur une révision de la constitution, portant notamment sur l'allongement du mandat présidentiel de quatre à six ans, sur le rétablissement du poste de vice-président, et sur celui d'un sénat.
- 2021 : au Tchad, Idriss Déby, président du pays depuis 1990 et réélu le 11 avril 2021, est tué au combat lors d'une offensive des rebelles du FACT dans le Nord du pays [1] ; son fils Mahamat Idriss Déby prend la tête d'un Conseil militaire de transition[2].
- 2023 : Au Burkina Faso, 150 à 200 civils sont massacrés à Karma par des militaires des Forces armées[3].

## Arts, culture et religion
- 1233 : début de l'Inquisition officialisée par la bulle Ille humani generis du pape Grégoire IX.
- 1303 : l'université La Sapienza de Rome, l'une des plus anciennes au monde, est fondée par la bulle papale du pape Boniface VIII.
- 1535 : observation d'une parhélie à Stockholm, représentée sur le Vädersolstavlan.
- 1825 : Charles X fait voter la loi sur le sacrilège par le gouvernement ultraroyaliste dirigé par le comte de Villèle.
- 1828 : l'explorateur René Caillié entre à Tombouctou et sera le premier non-musulman connu à revenir de cette ville.
- 1832 : le journal Le Globe cesse de paraître.
- 1884 : le pape Léon XIII publie son encyclique Humanum genus.
- 1926 : la Warner Bros. annonce un nouveau procédé de cinéma sonore, le vitaphone.
- 1951 : clôture de la quatrième édition du Festival de Cannes.
- 1980 : dernière d'une série de 3 388 représentations de Grease à Broadway, à New York.

## Sciences et techniques
- 1972 : le module Orion de la mission Apollo 16 se pose au cœur des montagnes lunaires.
- 2021 : le démonstrateur MOXIE de la mission Mars 2020 réussit à produire de l'oxygène à partir de dioxyde de carbone de l'atmosphère de Mars[4].
- 2023 : 
  - une éclipse solaire hybride totale est visible dans le Sud de l'Océan Indien puis frôlera la pointe Nord-Ouest de l'Australie, l'île de Timor, la Papouasie occidentale, puis la zone intertropicale de l'Océan Pacifique où elle redeviendra annulaire.
  - SpaceX Starship, la fusée la plus puissante à ce jour[Quand ?], est lancée depuis le Texas et détruite près de quatre minutes après le début du vol[5].
- 2025 : 
  - la sonde spatiale Lucy survole l'astéroïde (52246) Donaldjohanson[6].
  - inauguration de l'Agence spatiale africaine[7].

## Économie et société
- 1992 : ouverture de l'exposition universelle de Séville par le roi Juan Carlos d'Espagne, et Jeux olympiques d'été à Barcelone en Catalogne. Pierre et Marie Curie.

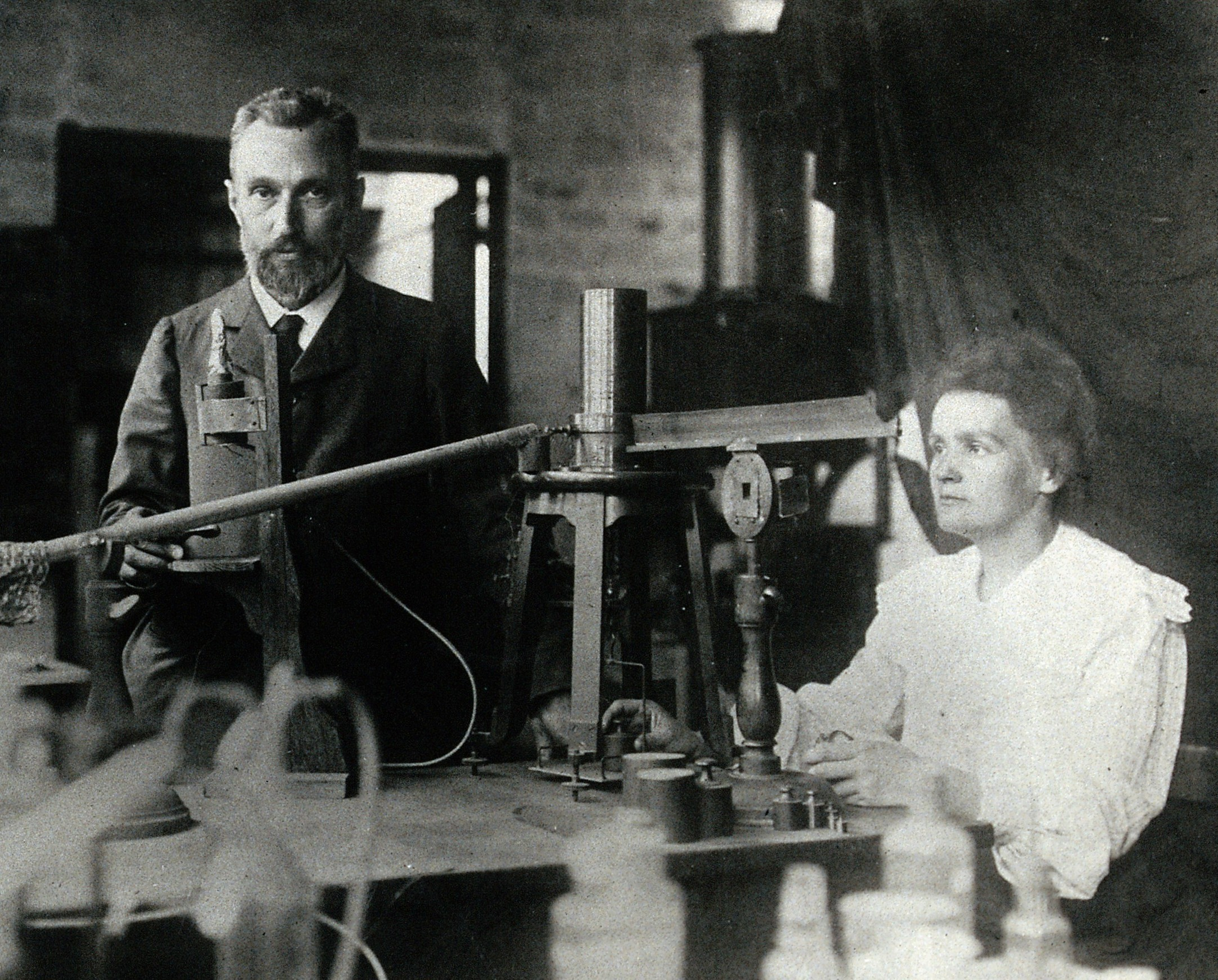
Pierre et Marie Curie.

- 1995 : transfert des cendres de Pierre et Marie Curie (une première pour une femme) au Panthéon de Paris sous l'égide des présidents polonais Walesa et français Mitterrand et en présence de leur fille cadette non scientifique Ève Curie[8].
- 1999 : fusillade de Columbine à Littleton dans le Colorado (États-Unis).
- 2001 : l'homosexualité est retirée de la liste des maladies mentales en Chine.
- 2009 : Sun Microsystems annonce son rachat par Oracle Corporation.
- 2010 : marée noire dans le golfe du Mexique à la suite de l’explosion de la plate-forme pétrolière Deepwater Horizon.
- 2016 : course classique cycliste dominicale du printemps "La Flèche wallonne" comme souvent à pareille époque.
- 2017 : attentat sur l'avenue des Champs-Élysées à Paris coûtant la vie au gendarme Xavier Jugelé ci-après.
- 2021 : aux États-Unis, le policier Derek Chauvin est reconnu coupable du meurtre de George Floyd à Minneapolis, dans le Minnesota[9].

## Naissances

### VIIIesiècle
- 699, 700 ou 702 (17 Rabi’ al-Awwal 83 AH) : Ja'far al-Sâdiq (Jafar as-Sadiq -le véridique- ou جعفر الصادق en arabe, Abû `Abdillâh Ja`far bin Muhammad al Sâdiq c'est-à-dire  أبو عبد الله جعفر بن محمد الصادق), sixième imam pour les musulmans chiites duodécimains et le cinquième pour les ismaéliens ainsi qu'une figure majeure dans les madahib hanafites et malikites de jurisprudence musulmane sunnite († 25 Chawal 148 AH / 3 / 14 décembre 765).

### XVesiècle
- 1492 : Pierre l'Arétin, écrivain et dramaturge italien († 21 octobre 1556).
- 1494 : Johannes Agricola, théologien allemand († 22 septembre 1566).

### XVIIesiècle
- 1646 : Charles Plumier, botaniste et voyageur français († 20 novembre 1704).

### XVIIIesiècle
- 1739 : William Bartram, naturaliste américain († 22 juillet 1823).
- 1745 : Philippe Pinel, psychiatre français († 25 octobre 1826).
- 1757 : Pierre Auguste Lajard, militaire et homme politique français († 12 juin 1837).
- 1776 :
  - Augustin Marie d'Aboville, général d'artillerie français († 20 juin 1843).
  - Alexandre d'Alton, lieutenant général français († 20 mars 1859).
- 1786 : Marc Seguin, ingénieur et inventeur français († 24 février 1875).
- 1798 : William Edmond Logan, géologue canadien († 22 juin 1875).

### XIXesiècle

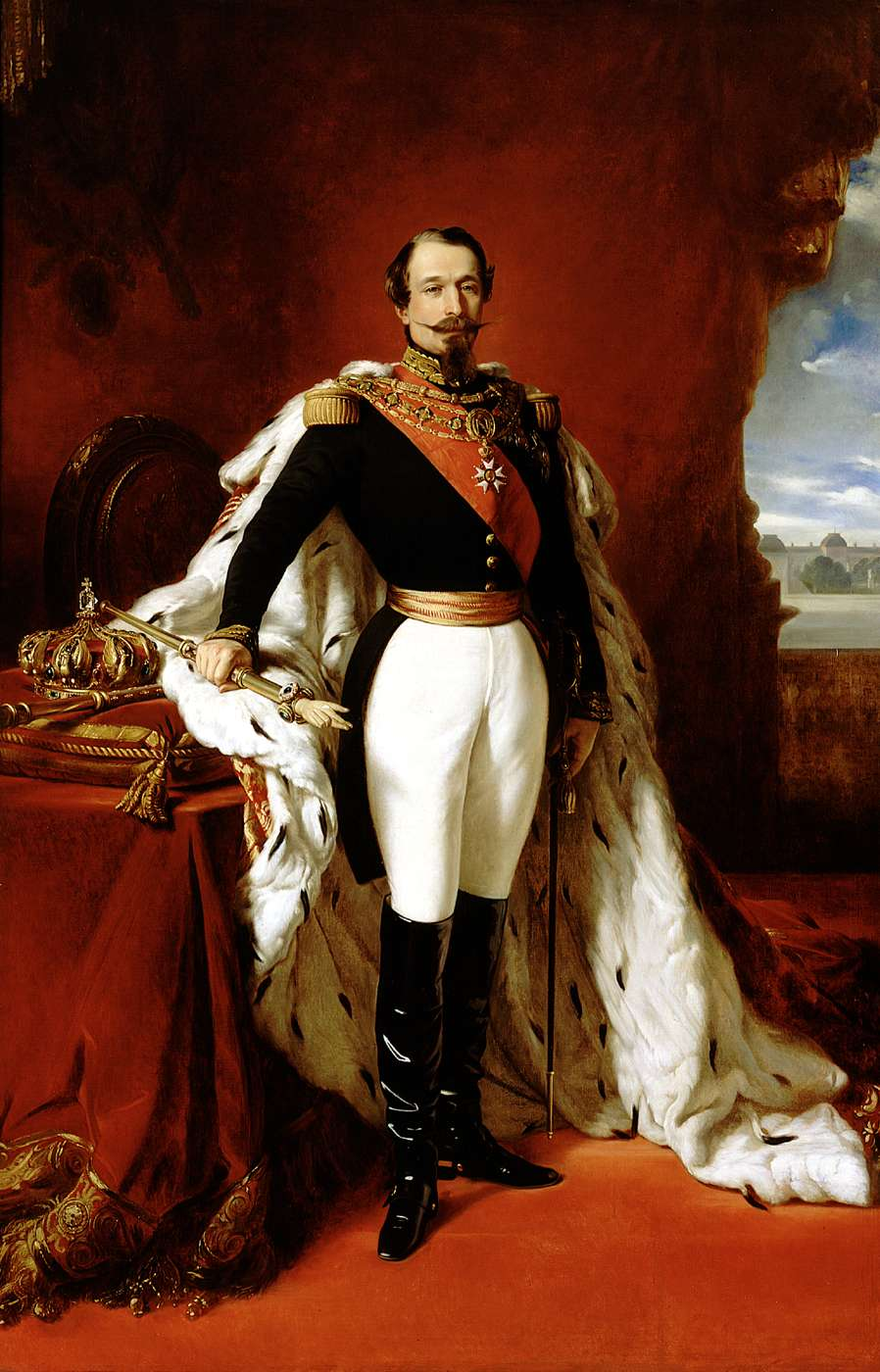
Portrait de Napoléon III par Franz Xaver Winterhalter

- 1805 : Franz Xaver Winterhalter, peintre et lithographe allemand († 8 juillet 1873).
- 1807 :
  - Aloysius Bertrand, poète et dramaturge français († 29 avril 1841).
  - Célimène Gaudieux, chanteuse française († 13 juillet 1864).
- 1808 : Louis-Napoléon Bonaparte, monarque et homme d'État français, empereur des français de 1852 à 1870 sous le nom de Napoléon III († 9 janvier 1873).
- 1814 : Georgiana Houghton, peintre et spirite britannique († 1884).
- 1824 : Peter Martin Duncan, paléontologue britannique († 28 mai 1891).
- 1840 : Odilon Redon, peintre symboliste français († 6 juillet 1916).
- 1848 : Kurd Lasswitz, scientifique et écrivain allemand, fondateur de la science-fiction allemande († 17 octobre 1910).
- 1850 : Daniel Chester French, sculpteur américain († 7 octobre 1931).
- 1868 : Charles Maurras, journaliste, essayiste, homme politique et poète français († 16 novembre 1952).
- 1879 : Paul Poiret, couturier français († 30 avril 1944).
- 1884 : Oliver Kirk, boxeur américain, double champion olympique († 14 mars 1960).
- 1889 : Adolf Hitler, homme politique et Führer du troisième Reich allemand († 30 avril 1945).
- 1890 : Maurice Duplessis, Premier ministre du Québec († 7 septembre 1959).
- 1893 :
  - Jacques Chastenet de Castaing, historien, diplomate, journaliste et académicien français († 7 février 1978).
  - Harold Lloyd, acteur américain († 8 mars 1971).
  - Joan Miró, peintre et sculpteur espagnol († 25 décembre 1983).
  - Edna Parker, civile américaine, doyenne de l'humanité en 2007-2008 († 26 novembre 2008).
- 1895 : 
  - Anatoli Jelezniakov, militaire de la Guerre civile russe († 6 juillet 1919).
  - Henry de Montherlant, romancier, essayiste, auteur dramatique et académicien français († 21 septembre 1972).

### XXesiècle

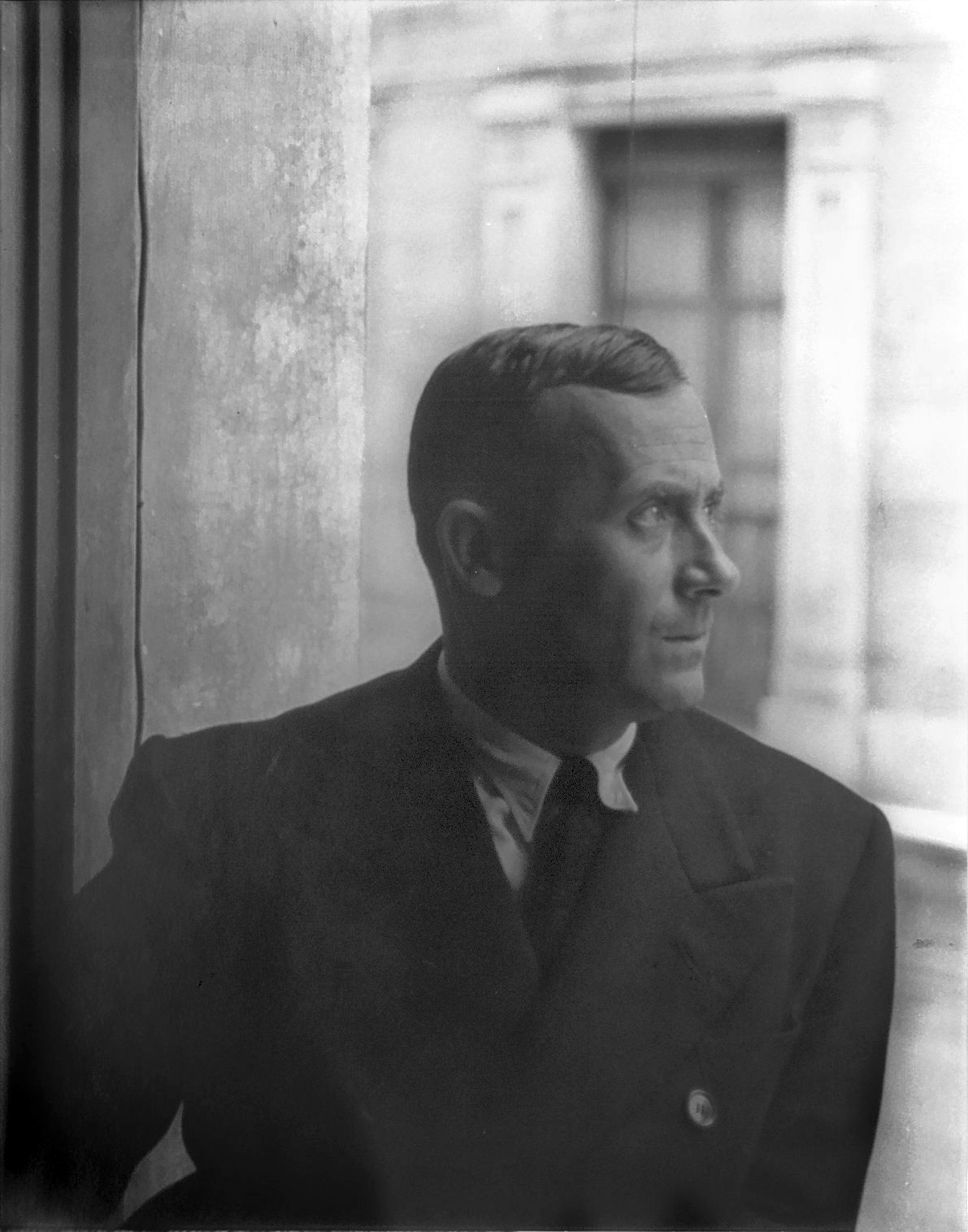
Joan Miró en 1935

- 1901 : Michel Leiris, écrivain français († 30 septembre 1990).
- 1902 : Vesselin Stoyanov, compositeur bulgare († 29 juin 1969).
- 1904 :
  - Bruce Cabot, acteur américain († 3 mai 1972).
  - Ibrahim Moustafa, lutteur égyptien, champion olympique en 1928 († 6 octobre 1968).
- 1905 : Éva Senécal, poète et romancière québécoise († 14 mars 1988).
- 1908 :
  - Jean Carbonnier, juriste français, professeur de droit privé et civil, doyen de l'université de Poitiers († 28 octobre 2003).
  - Lionel Hampton, musicien américain († 31 août 2002).
- 1913 : Willi Hennig, biologiste allemand († 5 novembre 1976).
- 1915 :
  - Monique de La Bruchollerie, pianiste française († 15 décembre 1972).
  - Marie-Thérèse de Chateauvieux, femme politique française († 12 avril 2017).
  - Émile Muller, homme politique français († 11 novembre 1988).
- 1921 : Janine Sutto, actrice québécoise († 28 mars 2017).
- 1923 :
  - Eugène Lecrosnier, évêque catholique français, évêque émérite de Belfort († 15 octobre 2013).
  - Tito Puente, musicien américain de musique latine († 1er juin 2000).
- 1924 : Guy Rocher, universitaire sociologue doyen québécois ès son domaine.
- 1927 :
  - Bud Cullen (en), homme politique et juge canadien († 5 juillet 2005).
  - Phil Hill, pilote de course automobile américain († 28 août 2008).
- 1928 : Robert Byrne, grand maître et auteur de livres d'échecs américain († 12 avril 2013).
- 1930 : Pierre Hatet, acteur français († 24 mai 2019).
- 1931 : Louis Pouzin, ingénieur français, inventeur du datagramme.
- 1933 : Clément Fecteau, évêque québécois († 31 décembre 2017).
- 1934 : Robert George Wilmers, banquier milliardaire américain († 16 décembre 2017).
- 1936 : Margot Lefebvre, chanteuse et animatrice québécoise († 19 décembre 1989).
- 1937 : George Takei, acteur, producteur et scénariste américain.
- 1938 : Betty Cuthbert, athlète australienne spécialiste du sprint, quadruple championne olympique († 6 août 2017).
- 1939 :
  - Peter S. Beagle, écrivain américain.
  - Jean-Claude Berejnoï, joueur de rugby à XV français.
  - Dominique Bonnet, évêque catholique français, spiritain et évêque de Mouila, au Gabon.
  - Gro Harlem Brundtland, femme politique norvégienne.
  - Jean-Pierre Raynaud, plasticien français.
  - Johnny Tillotson, chanteur américain.
- 1941 : 
  - Karl W. Kamper, astronome américain († 2 février 1998).
  - Ryan O'Neal, acteur américain.
- 1942 :
  - Yaguel Didier, voyante française.
  - Silvia Federici, universitaire, enseignante et féministe.
  - Zoltán Nemere, escrimeur hongrois, double champion olympique († 6 mai 2001).
  - Arto Paasilinna, écrivain finlandais († 15 octobre 2018).
- 1943 :
  - Fleury Di Nallo, footballeur français.
  - Michel Doyon, historien, professeur et homme politique canadien, lieutenant-gouverneur du Québec depuis 2015.
  - John Eliot Gardiner, chef d’orchestre britannique.
- 1945 :
  - Gregory Olsen, touriste spatial américain.
  - Naftali Temu, athlète kényan spécialiste des courses de fond, champion olympique († 10 mars 2003).
- 1946 :
  - Tommy Hutton, joueur et commentateur de baseball américain.
  - Julien Poulin, acteur québécois.
  - Fedor den Hertog, coureur cycliste néerlandais († 12 février 2011).
- 1947 :
  - Rita Dionne-Marsolais, femme politique québécoise.
  - David Leland, réalisateur, scénariste et acteur britannique.
  - Björn Skifs, chanteur et compositeur suédois du groupe Blue Swede.
  - Ken Scott, producteur et ingénieur du son anglais
- 1948 :
  - Craig Frost (en), claviériste américain du groupe Grand Funk Railroad.
  - Adolf Lu Hitler Marak, homme politique indien.
  - Rémy Trudel, homme politique québécois.
- 1949 :
  - Veronica Cartwright, actrice britannique.
  - Toller Cranston, patineur artistique canadien († 24 janvier 2015).
  - Jessica Lange, actrice américaine.
- 1950 : 
  - Alexandre Lebed, général et homme politique russe († 28 avril 2002).
  - Robert Mair, professeur d'université britannique.
- 1951 :
  - Neil Bennett, joueur mannois de rugby à XV.
  - Anne-Marie Bertrand, bibliothécaire française.
  - Manuel Tornare, homme politique suisse.
  - Luther Vandross, chanteur soul américain († 1er juillet 2005).
- 1952 :
  - Božidar Maljković, entraîneur serbe de basket-ball.
  - Yves Pajot, navigateur français.
- 1953 :
  - Sebastian Faulks, écrivain britannique.
  - François Sauvadet, homme politique français.
- 1954 : Gilles Lupien, joueur de hockey sur glace canadien.
- 1955 : Donald Pettit, astronaute américain.
- 1956 : Christine Ponsard, écrivaine et scénariste de bande dessinée († 16 février 2004).
- 1958 : Viatcheslav Fetissov, joueur de hockey sur glace russe.
- 1959 : Boris Kokorev, tireur sportif russe, champion olympique.
- 1960 :
  - Bernard Comment, écrivain suisse.
  - Miguel Díaz-Canel, homme d'État cubain.
  - Debbie Flintoff-King, athlète australienne, championne olympique du 400 m haies.
- 1961 :
  - Roberto Cabañas, footballeur paraguayen († 9 janvier 2017).
  - Éric Dupond-Moretti, avocat français.
  - Don Mattingly, joueur de baseball américain.
  - Corrado Micalef, joueur de hockey sur glace canadien.
- 1964 :
  - Charles Beigbeder, entrepreneur, investisseur et homme politique français.
  - Crispin Glover, acteur, réalisateur, scénariste et producteur américain.
  - Andy Serkis, acteur, réalisateur et producteur britannique.
  - Rosalynn Sumners, patineuse artistique américaine.
- 1965 : Rolf Sorensen, coureur cycliste danois.
- 1966 :
  - David Filo, informaticien américain, cofondateur de Yahoo!.
  - Vincent Riendeau, joueur de hockey sur glace canadien.
- 1967 :
  - Mike Portnoy, batteur américain du groupe de metal progressif Dream Theater.
  - Gilles Simeoni, leader politique nationaliste corse.
- 1968 : 
  - Arminka Helić, paire et femme politique britannique.
  - Arkadiusz Skrzypaszek, pentathlonien moderne polonais, double champion olympique.
- 1969 :
  - Felix Baumgartner, parachutiste et sauteur extrême autrichien.
  - Isabelle Brouillette, actrice et scénariste québécoise.
- 1970 : 
  - Shemar Moore, acteur, mannequin et présentateur américain.
  - Artem Khadjibekov, tireur sportif russe, champion olympique.
- 1971 : Allan Houston, basketteur américain.
- 1972 :
  - Carmen Electra, actrice, mannequin et chanteuse américaine.
  - Stephen Marley, chanteur et musicien jamaïcain.
  - Wouter Van Bellingen, homme politique flamand.
- 1973 :
  - Todd Hollandsworth, joueur de baseball américain.
  - Gabry Ponte, DJ et producteur italien.
- 1974 : Grégory Basso, comédien et chanteur français.
- 1976
  - Shay Given, footballeur irlandais.
  - Joey Lawrence, acteur américain.
- 1978 : Rebecca Makkai, romancière et nouvelliste américaine.
- 1980 :
  - Caroline Koechlin-Aubert, basketteuse française.
  - Vibeke Skofterud, fondeuse norvégienne († 29 juillet 2018).
- 1981 :
  - Mike Blair, joueur de rugby écossais.
  - Sefyu (Youssef Soukouna dit), rappeur français.
- 1983 : Miranda Kerr, mannequin australien.
- 1985 :
  - Ehsan Jami, homme politique néerlandais.
  - Billy Magnussen, acteur américain.
  - Brent Seabrook, joueur de hockey sur glace canadien.
- 1986 : Cameron Duncan, réalisateur néo-zélandais († 12 novembre 2003).
- 1987 :
  - John Patrick Amedori, acteur américain.
  - Fabrice Begeorgi, footballeur français.
  - Ammar Jemal, footballeur tunisien.
  - Angelica Robinson, basketteuse américaine.
- 1988 :
  - Brandon Belt, joueur de baseball américain.
  - Célia Jodar, kayakiste marocaine.
- 1989 : Colton Sceviour, hockeyeur sur glace canadien.
- 1990 :
  - Soufiane Bidaoui, footballeur marocain.
  - Nathan French, joueur britannique de volley-ball.
  - Luba Golovina, trampoliniste géorgienne.
  - Özlem Kaya, athlète turque.
  - Luhan (Lu Han dit), chanteur et acteur chinois.
  - Hanna Łyczbińska, escrimeuse polonaise.
  - Audrey Tcheuméo, judokate française.
  - Laura Vanessa Vásquez, taekwondoïste salvadorienne.
- 1991 : Siméon Zuyten, rappeur belge.
- 1992 :
  - Gwak Dong-han, judoka sud-coréen.
  - Veronika Korsounova, skieuse acrobatique russe.
  - Madias Nzesso, haltérophile camerounaise.
  - Joe Salisbury, joueur de tennis britannique.
  - Corben Sharrah, coureur cycliste américain.
- 1993 : Omar Abada, basketteur tunisien.

## Décès

### VIIesiècle
- 689 : Cædwalla, roi saxon du Wessex de 685 ou 686 à l'année 688 de son abdication (° v. 659).

### XIesiècle
- 1099 : Pierre Barthélemy, moine, mystique et croisé français mort de ses brûlures sur un bûcher vers la terre sainte (° inconnue).

### XIIesiècle
- 1176 : Richard FitzGilbert de Clare, seigneur de Bienfaite et d'Orbec (° 1130).Médaillon en camée à l'effigie du pape Clément V

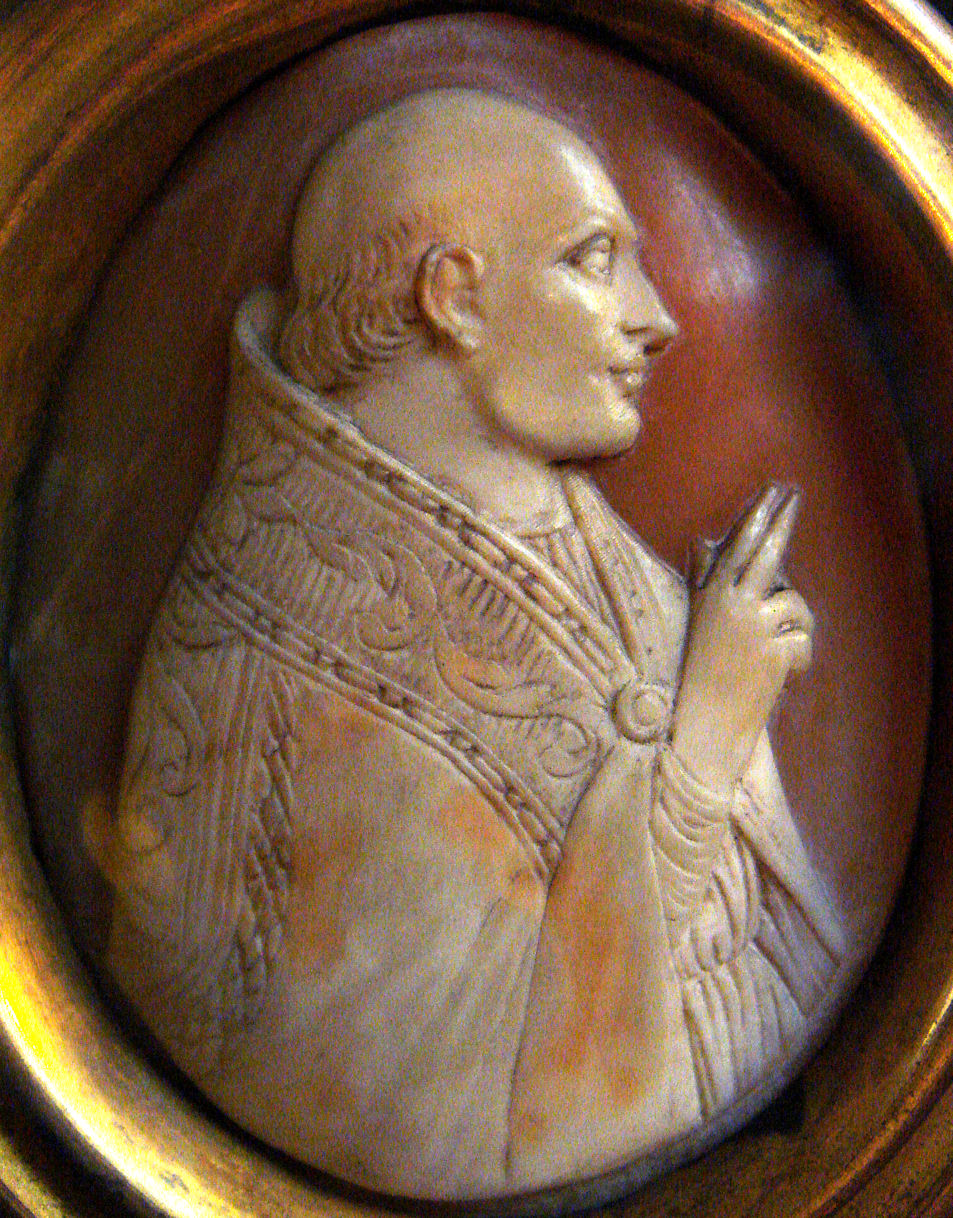
Médaillon en camée à l'effigie du pape Clément V

- 1194 : Odon de Poznań, duc de Grande-Pologne (° v. 1145).

### XIVesiècle
- 1313 : Boleslas II de Mazovie, duc polonais de Mazovie (°C. 1251).
- 1314 : Clément V (né Bertrand de Got), pape (°C. 1264).
- 1344 : Gersonide de Bagnols (Levi ben Gerson dit), commentateur de la Bible et astronome français (°C. 1288).

### XVesiècle
- 1472 : Leon Battista Alberti, écrivain, philosophe, peintre, architecte, théoricien de la peinture et de la sculpture et humaniste italien (° 18 février 1404).

### XVIIesiècle
- 1632 : Nicolas Antoine, théologien, étranglé puis brûlé à Genève pour s'être converti au judaïsme (° v. 1602).
- 1671 : Daniel Hay du Chastelet, écrivain et académicien français (° 23 octobre 1596).

### XVIIIesiècle
- 1707 : Johann Christoph Denner, facteur d'instrument à vent allemand (° 13 août 1655).
- 1709 : Martin Hanke, historien saxon (° 15 février 1633).
- 1769 : Pontiac, chef de la tribu outaouais (° 1714).
- 1795 : Antoine-Jean Amelot de Chaillou, magistrat et homme d'état français (° 19 novembre 1732).

### XIXesiècle
- 1830 : Jean Georg Haffner, médecin militaire français (° 20 septembre 1775).
- 1842 : Bon-Adrien Jeannot de Moncey, général français de la Révolution et maréchal d'Empire (° 31 juillet 1754).
- 1862 : « Pepete » (José Dámaso Rodríguez y Rodríguez), matador espagnol (° 11 décembre 1824).
- 1872 : Ljudevit Gaj, écrivain et homme politique croate (° 8 août 1809).
- 1883 : Wilhelm Peters, zoologiste et explorateur allemand (° 22 avril 1815).
- 1885 : Gustav Nachtigal, explorateur allemand (° 23 février 1834).
- 1886 :
  - Louis Melsens, physicien et chimiste belge (° 11 juillet 1814).
  - Charles de Montholon-Sémonville, diplomate français (° 24 novembre 1814).

### XXesiècle

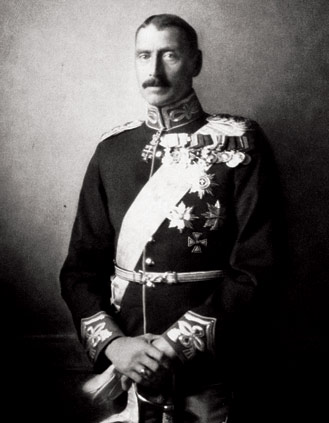
Christian X du Danemark

- 1912 : Bram Stoker, écrivain irlandais (° 8 novembre 1847).
- 1927 : Enrique Simonet, peintre espagnol (° 2 février 1866).
- 1932 : Giuseppe Peano, mathématicien italien (° 27 août 1858).
- 1945 :
  - Jacqueline Morgenstern, jeune fille juive victime de l'expérimentation médicale nazie (° 26 mai 1932).
  - Johannes Sobotta, anatomiste allemand (° 31 janvier 1869).
- 1947 : Christian X de Danemark, roi de Danemark et d'Islande (° 26 septembre 1870).
- 1960 : Paul Fort, poète et dramaturge français (° 1er février 1872).
- 1962 : Paul Ernest Bilkey, journaliste canadien (° 26 janvier 1878).
- 1967 : Léo-Paul Desrosiers, journaliste et écrivain québécois (° 11 avril 1896).
- 1970 : Paul Celan (Paul Pessach Antschel ou Ancel dit), poète et traducteur roumano-français d'expression germanophone (° 23 novembre 1920).
- 1982 : Archibald Mac Leish, poète américain (° 7 mai 1892).
- 1984 : Marie-Andrée Leclerc, québécoise au centre d'intrigues internationales impliquant meurtres et trafic de drogues (° 26 octobre 1945).
- 1987 : Harry Gourlay, personnalité politique britannique  (° 10 juillet 1916).
- 1991 :
  - Don Siegel, réalisateur américain (° 26 octobre 1912).
  - Steve Marriott, guitariste des Small Faces (° 30 janvier 1947).
  - Emmanuel Kiwanuka Nsubuga, cardinal ougandais, archevêque de Kampala (° 5 novembre 1914).
- 1992 : Benny Hill (Alfred Hawthorn Hill dit), humoriste, acteur et chanteur britannique (° 21 janvier 1924).
- 1993 : Cantinflas (Mario Moreno Reyes dit), acteur mexicain (° 12 août 1911).
- 1994 : Jean Carmet, acteur français (° 25 avril 1920).
- 1996 :
  - Alexander D'Arcy, acteur égyptien (° 10 août 1908).
  - Trần Văn Trà, militaire vietnamien communiste (° ? 1918).
- 1997 : Henri Vilbert, acteur français (° 6 avril 1904).
- 1998 :
  - Marcelle Hertzog-Cachin, femme politique française (° 17 octobre 1911).
  - Yoshio Inaba, acteur japonais (° 15 juillet 1920).
  - Edwin Thompson Jaynes, physicien américain (° 5 juillet 1922).
- 1999 : Ravishing Rick Rude (Richard Erwin Rood dit), catcheur américain (° 7 décembre 1958).

### XXIesiècle
- 2001 :
  - Cino Cinelli, cycliste sur route italien (° 9 février 1916).
  - Irène Joachim, soprano française (° 13 mars 1913).
  - Maurice Lauré, haut fonctionnaire et fiscaliste français (° 1917).
  - Giuseppe Sinopoli, chef d'orchestre et compositeur italien (° 2 novembre 1946).
- 2002 :
  - Francis Lemarque (Nathan Korb dit), compositeur et chanteur français (° 25 novembre 1917).
  - Pierre Rapsat, auteur-compositeur et chanteur belge (° 28 mai 1948).
  - Olga Valery (Olga Timtchenko dite), actrice française d'origine ukrainienne (° 28 janvier 1903).
- 2004 : Lizzy Mercier Descloux, chanteuse française (° 16 décembre 1956).
- 2005 : Fumio Niwa, écrivain japonais (° 22 novembre 1904).
- 2007 :
  - Michael Fu Tieshan, évêque chinois, chef de l'« Église officielle » de Chine (° 3 novembre 1931).
  - Andrew Hill, pianiste de jazz et compositeur américain (° 30 juin 1931).
  - Mokhtar Latiri, ingénieur et haut fonctionnaire tunisien (° 18 mars 1926).
- 2008 :
  - Adelir Antônio de Carli, père catholique brésilien (° 1966).
  - Farid Chopel, artiste pluri-disciplinaire français (° 4 décembre 1952).
  - Monica Lovinescu, écrivain, critique littéraire et journaliste roumaine (° 19 novembre 1923).
  - Angèle Manteau, éditrice belge (° 24 janvier 1911).
- 2010 :
  - Estelle Caron, chanteuse et comédienne québécoise (° 30 décembre 1926).
  - Dorothy Height, militante américaine (° 24 mars 1912).
- 2011 :
  - Tim Hetherington, correspondant de guerre et photojournaliste britannico-américain (° 5 décembre 1970).
  - Jérôme Lemay, auteur-compositeur et interprète québécois du duo Les Jérolas (° 22 août 1933).
  - Ignacio Orbaiceta, cycliste sur route espagnol (° 4 avril 1923).
- 2014 :
  - Hurricane Rubin Carter, boxeur américano-canadien au centre d'une affaire judiciaire (° 6 mai 1937).
  - Alistair MacLeod, écrivain canadien (° 20 juillet 1936).
- 2017 :
  - Jay Dickey, homme politique américain (° 14 décembre 1939).
  - Roberto Ferreiro, footballeur argentin (° 25 avril 1935).
  - Alain Gayet, résistant français (° 29 novembre 1922).
  - Paul Hébert, homme de théâtre canadien (° 28 mai 1924).
  - Xavier Jugelé, policier français victime du terrorisme dans l'exercice de son devoir (° 4 mai 1979).
  - Germaine Mason, athlète de sprint jamaïcain (° 20 janvier 1983).
- 2018 :
  - Roy Bentley, footballeur britannique (° 17 mai 1924).
  - Avicii (Tim Bergling dit), producteur et disc jockey suédois (° 8 septembre 1989).
- 2021 : 
  - Idriss Déby, militaire puis président tchadien mort officiellement au combat à peine réélu pour un 6e mandat (° 18 juin 1952).
  - Monte Hellman, monteur, producteur et réalisateur américain de cinéma (° 12 juillet 1929).
- 2022 : 
  - Franco Adami, sculpteur italien (° 19 novembre 1933).
  - Javier Lozano Barragan, cardinal mexicain (° 26 janvier 1933).
  - Hilda Bernard, actrice et comédienne argentine (° 29 octobre 1920).
  - Patrick Fauconnier, journaliste français (° 5 août 1943).
  - Guitar Shorty, guitariste de blues américain (° 8 septembre 1934).
  - Carlo Lamprecht, homme politique suisse (° 26 octobre 1934).
- 2023 :
  - Pierre-Alain Clément, personnalité politique suisse (° 21 avril 1955).
  - Josep Maria Fusté, footballeur espagnol (° 15 avril 1941).
  - Salma Khadra Jayyusi, poétesse, critique littéraire, historienne palestinienne (° ? 1926).
  - Ephraim Mol, rabbin orthodoxe belge puis israélien (° 8 mars 1938).
  - John Wright, monteur américain (° 4 juillet 1943).
  - Myrsíni Zorbá, femme politique grecque (° 7 février 1949).
- 2024 :
  - Antonio Cantafora, acteur italien (° 2 février 1944).
  - Kaj Chydenius, compositeur finlandais (° 16 octobre 1939).
  - Andrew Davis, chef d'orchestre britannique (° 2 février 1944).
  - Gediminas Kirkilas, homme d'État soviétique puis lituanien (° 30 août 1951).
  - Doreen Massey, femme politique britannique (° 5 septembre 1938).
  - Antoine Mboumbou Miyakou, homme politique gabonais (° 12 mars 1937).
  - Henry McKean, mathématicien américain (° 14 décembre 1930).
  - Reine Oussou, écrivaine et femme politique béninoise (° 1975).
  - David Pryor, homme politique américain (° 29 août 1934).
  - Pauli Siitonen, fondeur finlandais (° 3 février 1938).
  - Tony Tuff, chanteur de reggae jamaïcain (° 1er avril 1955).
- 2025 :
  - Ulrich Aron, homme politique surinamais (° 1944 ou 1945).
  - Cristina Buarque, chanteuse et compositrice brésilienne (° 23 décembre 1950).
  - Hugo Gatti, footballeur international argentin (° 19 août 1944).
  - Albertus Geldermans, coureur cycliste et directeur sportif néerlandais (° 17 mars 1935).
  - Walid Laggoune, auteur, juriste et professeur des universités algérien (° 7 janvier 1949).
  - Werner Lorant, footballeur puis entraîneur allemand (° 21 novembre 1948).
  - Mariya Shubina, kayakiste soviétique puis russe (° 8 mai 1930).
  - Guelso Zaetta, footballeur français (° 20 décembre 1931).

## Célébrations

### Journées nationale(s) et internationales
- the 4/20 / international medical marijuana day, jour férié de la contreculture américaine militant pour une réforme de la politique envers la marijuana[réf. nécessaire], le lendemain du 19 avril pour le LSD à bicyclette.

#### (Trans-)nationale
- Kabylie pan-berbère d'Algérie (Union africaine) : tafsut n imazighen, fête nationale « officieuse »[réf. nécessaire] du début du printemps berbère[10].

### Célébrations religieuses
- Bahaïsme en Irak : fêtes de Ridván célébrant une prophétie de Mirza Husayn Ali Nuri à Bagdad.
- Scientologie : L. Ron Hubbard Exhibition Day / fête de l'exposition L. Ron Hubbard célébrant l'ouverture de la "L. Ron Hubbard Life Exhibition" à Hollywood en Californie en 1991.

### Saints des Églises chrétiennes

#### Saints des Églises catholiques et orthodoxes
Référencés ci-après in fine, :
- Caedwalla de Galles († 689), roi anglais.
- Chrysophore († 303) et ses compagnons, martyrs à Nicomédie.
- Grimonie († IVe siècle), martyre.
- Hélène de Laurino († VIe siècle), ermite italienne.
- Hardouin († 811), moine à l'abbaye Saint-Wandrille de Fontenelle.
- Hugues d'Anzy († 928), prieur d'Anzy-le-Duc.
- Marcellin d'Embrun († 354), 1er évêque d'Embrun.
- Marcien († 488), moine à Auxerre.
- Sara d'Antioche (it) († 305), épouse et mère de famille, martyre à Antioche.
- Secondin († IVe siècle), martyr espagnol à Cordoue.
- Sulpice et Servitien († 117), martyr à Rome.
- Théodore Trichinas (sr) († 330), moine en Thrace.
- Théotime († Ve siècle), évêque de Constanța (alors Tomes en Scythie mineure actuelle Dobroudja).
- Wihon d'Osnabrück (de) († 804), 1er évêque du diocèse d'Osnabrück.

#### Saints et bienheureux des Églises catholiques
Référencés ci-après in fine :
- Agnès de Montepulciano († 1317), religieuse dominicaine italienne et mystique.
- Anastase Pankiewicz (pl) († 1942), franciscain fondateur des sœurs du Christ-Roi et martyr au château de Hartheim.
- Antoine Page († 1593), bienheureux prêtre anglais martyr à York.
- Claire Bosatta († 1887), bienheureuse religieuse italienne et fondatrice des filles de Sainte Marie de la Providence.
- Dominique Vernagalli (it) († 1218), bienheureux prêtre camaldule italien.
- Géraud de Salles († 1120), bienheureux laïc français devenu ermite et fondateur de nombreux monastères.
- Hildegonde († 1188), moniale à l'abbaye de Schönau.
- Jacques Bell († 1584), prêtre et Jean Finch, catéchiste, bienheureux martyrs anglais[13].
- Jacob Anastase Pankiewicz († 1942), bienheureux religieux franciscain polonais mort martyr.
- Maurice MacKenraghty (en) († 1585), bienheureux prêtre irlandais et martyr à Clonmel.
- Odette († 1158), bienheureuse moniale du Brabant.
- Richard Sergeant († 1586) et Guillaume Thomson, bienheureux prêtres anglais martyrs à Tyburn.
- Simon Rinalducci (en) († 1322), bienheureux ermite de saint Augustin italien.
- Thomas Tichborne († 1602), Robert Watkinson, prêtres et François Page, jésuite, bienheureux martyrs à Tyburn.

#### Saints orthodoxes
aux dates parfois "juliennes" / orientales :
- Alexandre d'Ochevensk († 1479), moine.
- Athanase des Météores († XIVe siècle), moine, ascète, fondateur du monastère de la Transfiguration aux Météores.
- Gabriel de Bialystok († 1690), enfant martyr.

### Prénoms du jour
Bonne fête aux Odette et ses variantes : Oda, Ode, Odélia, Odélie, Odeline, Odeta, Odète, Odett, Odetta ; voire leurs formes masculines : Odelin et Odet (les Obéline étant fêtées à part).
Et aussi aux :
- Catwallon et ses dérivés non moins bretons ou celtes : Catuuallon, Cauallon, etc.
- Serv et son dérivé moins breton : Servilien.

## Traditions et superstitions

### Dictons
- « À saint-Théodore, fleurit chaque bouton d'or. »[14]
- « S’il tonne à la saint-Simon d’avril, vendangeur prépare tes barils. »[15]

### Astrologie
- Signe du zodiaque : 31e et dernier jour du signe astrologique du Bélier.

## Toponymie
- Les noms de plusieurs voies, places, sites ou édifices de pays ou de régions francophones contiennent cette date sous différentes graphies en référence à des événements survenus à cette même date : voir Vingt-Avril .